# Євдокимов Олександр Іларіонович
Євдокимов Олександр Іларіонович (* 18 (6) жовтня 1892 — † 7 травня 1968) — український лікар, акушер-гінеколог. Головний акушер-гінеколог Києва (1950—1965).

## Біографія
1917 року закінчив медичний факультет Київського університету, працював в практичній галузі охорони здоров'я, довший час був асистентом кафедри акушерства та гінекології Київського медичного інституту.
Під час Другої світової війни був ведучим хірургом в одному з евакогоспіталів.
В 1945-56 роках — доцент кафедри акушерства та гінекології Київського медичного інституту.
Є організатором та науковим керівником відділення передчасних пологів Київського науково-дослідного інституту педіатрії, акушерства і гінекології — з 1956 року.
Його наукові праці переважно присвячені розробці найбільш підходящих процесів передчасних пологів, а також удосконаленню діагностики та лікування онкогінекологічних хворих.